# Giuseppe Peano
Giuseppe Peano (n. 27 august 1858, Spinetta⁠(d), Cuneo, Piemont, Italia – d. 20 aprilie 1932, Torino, Italia) a fost un matematician italian, profesor la Universitatea din Torino, fondator în logica matematică și în teoria mulțimilor și autor a peste 200 de articole și cărți remarcabile ca valoare filosofică. Axiomele lui Peano pentru teoria numerelor, precum și prestigiosul Premiu Peano acordat autorilor unor cărți de valoare deosebită în domeniul matematicii au fost numite în onoarea sa.
Axiomele lui Peano se referă la relația de ordine dintre oricare două numere naturale distincte, exprimată prin sintagmele relaționale mai mare sau mai mic și proprietățile ei. La momentul enunțării lor axiomele lui Peano includeau și proprietățile relației de egalitate (între numere sau expresii numerice identice).